# Cheliferoides longimanus
Cheliferoides longimanus là một loài nhện trong họ Salticidae.
Loài này thuộc chi Cheliferoides. Cheliferoides longimanus được Willis J. Gertsch miêu tả năm 1936.

## Hình ảnh

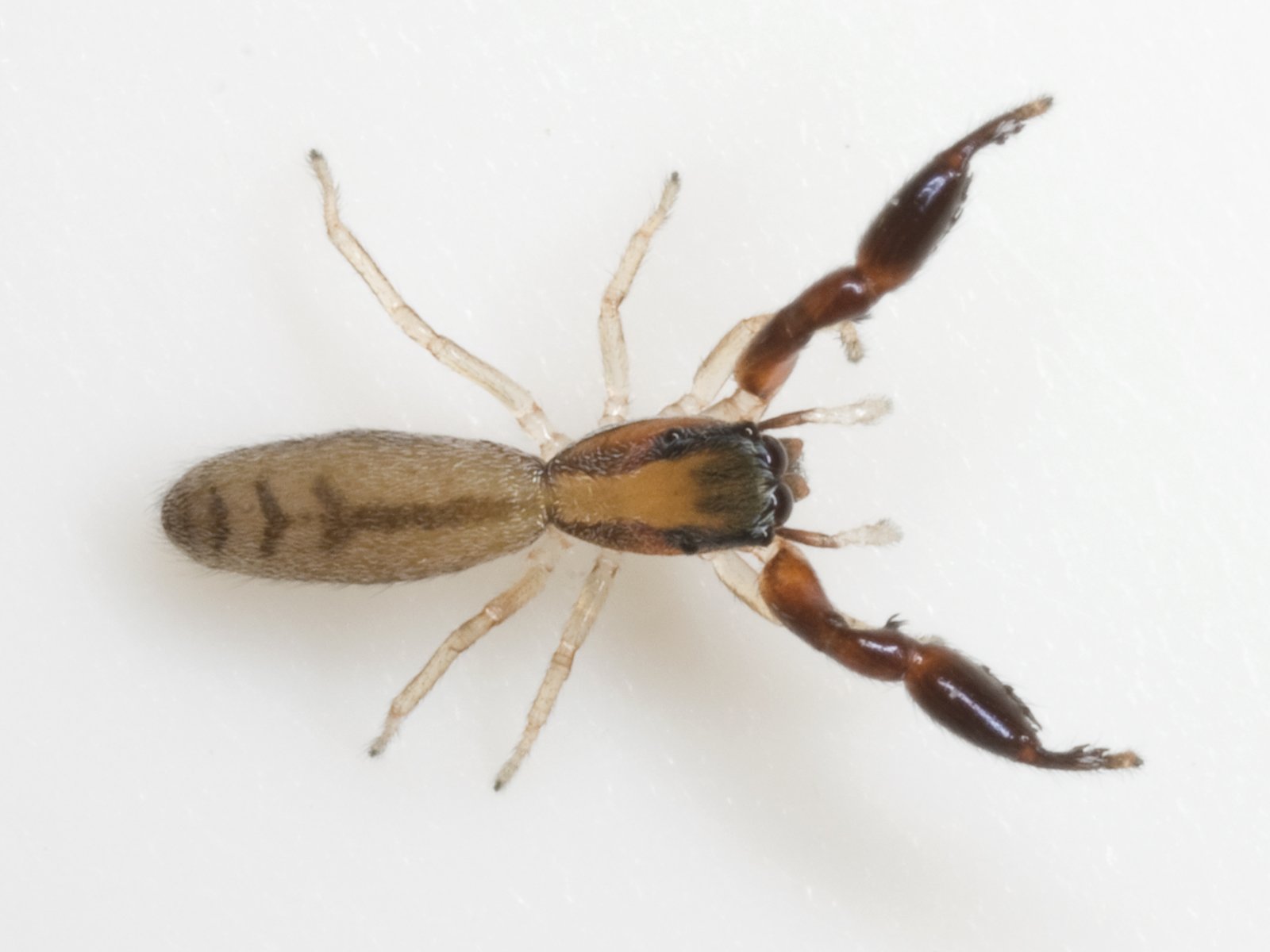